# Прибутковий будинок на вулиці Тарасівській 3а
Прибутковий будинок на вулиці Тарасівській 3а — історичний будинок у центрі Києва.

## Опис
Побудований за проєктом Миколи Шехоніна в 1910 році в стилі неоампір, має модернові грановані еркери, а також ліпнину у вигляді рослинного орнаменту. Спорудження отримало значні пошкодження під час Другої світової війни. У 1949 році його відбудували. Серед його особливостей можна виділити двосхилий дах із жерстяної покрівлі, симетричну композицію лицьового фасаду і вінцевий трикутний напівфронтон. Два верхніх поверхи мають пілястри коринфського ордера.

## Відомі жителі
У ньому жили такі відомі діячі науки та культури, як піаніст, композитор, педагог, заслужений професор УРСР Беклемішев Григорій Миколайович; письменник, громадсько-політичний діяч Елланський Василь Михайлович; поет Гудзенко Семен Петрович; патологоанатом, академік АН УРСР, заслужений діяч науки УРСР Смирнова-Замкова Олександра Іванівна.

## Галерея

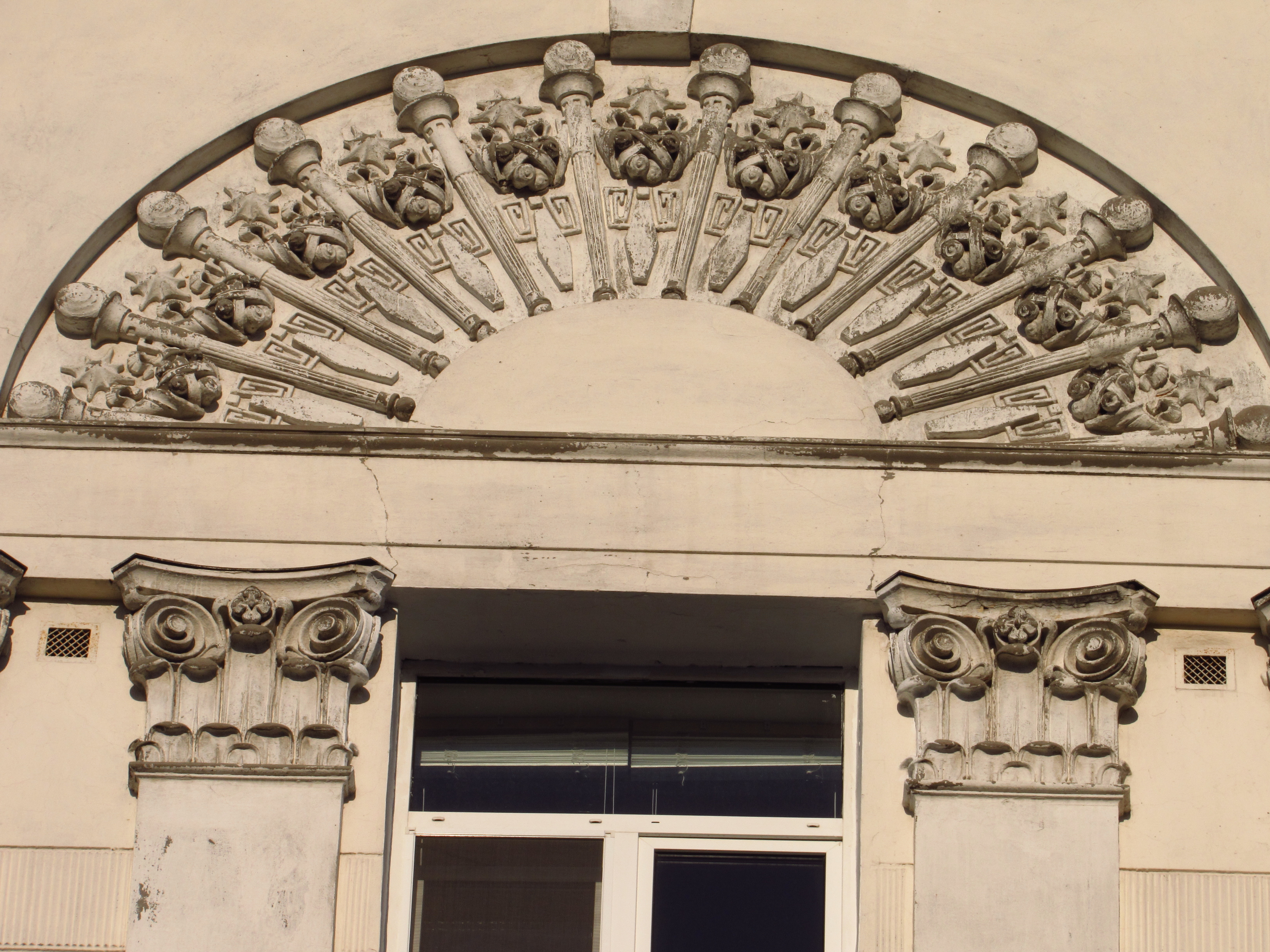
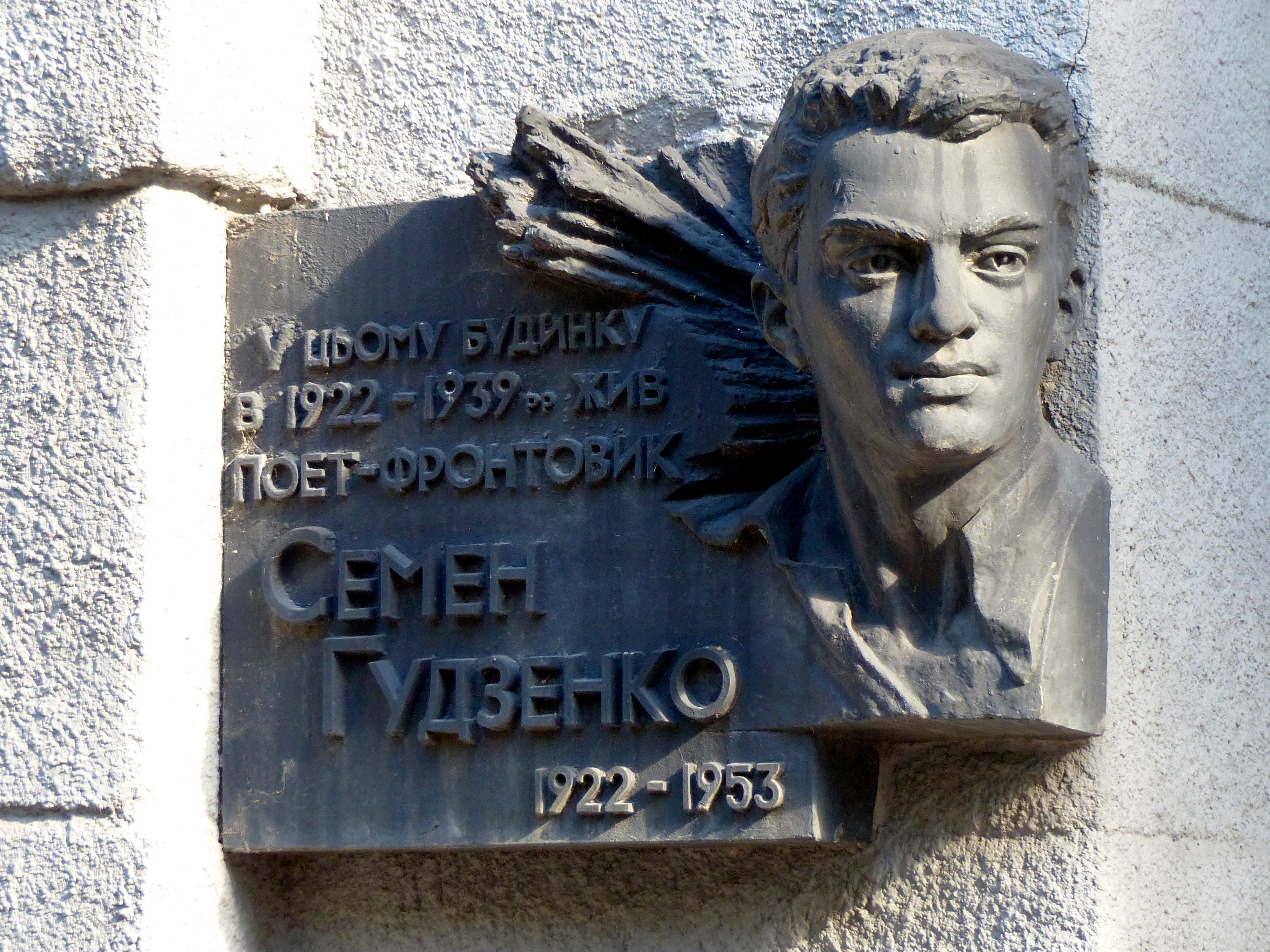
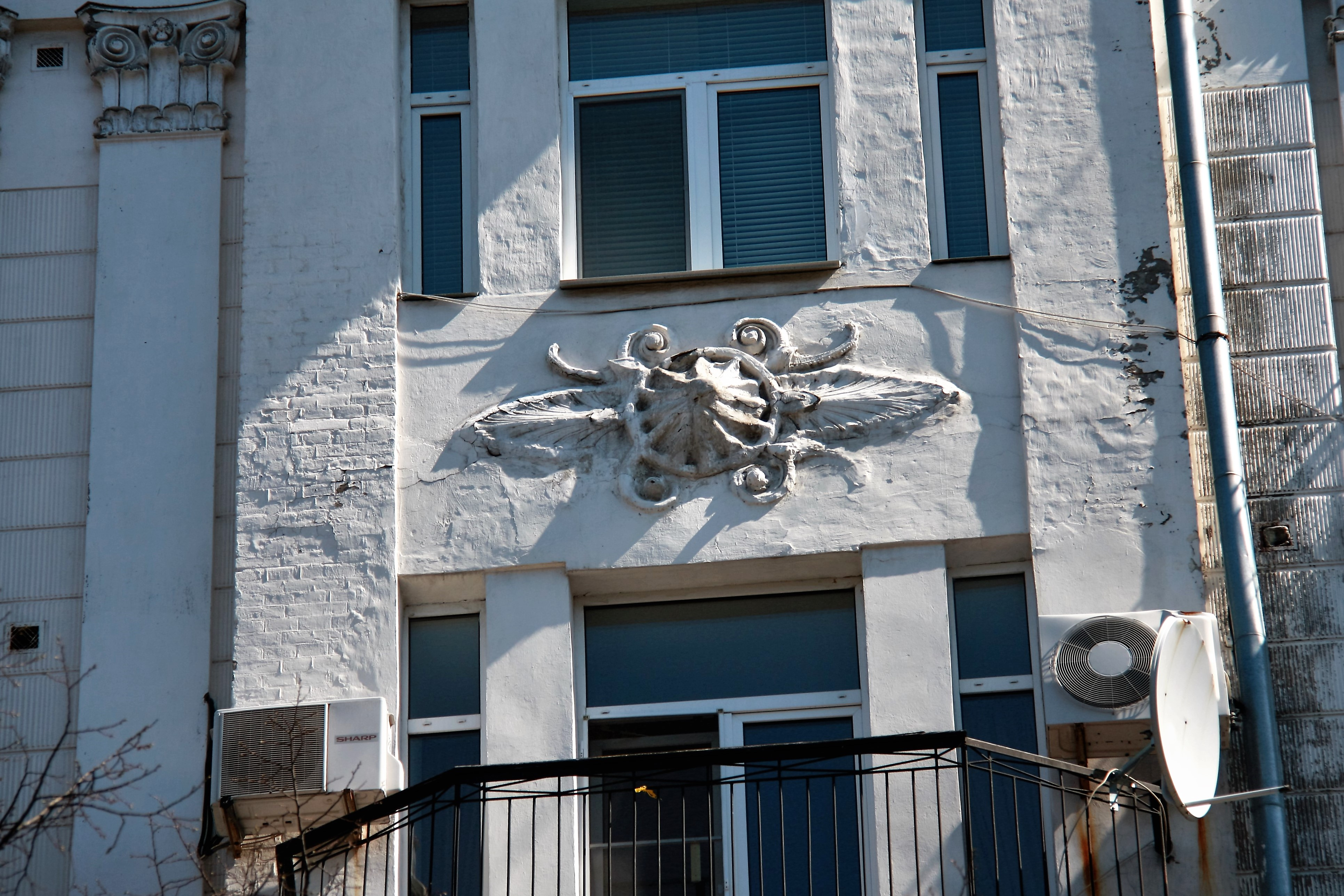
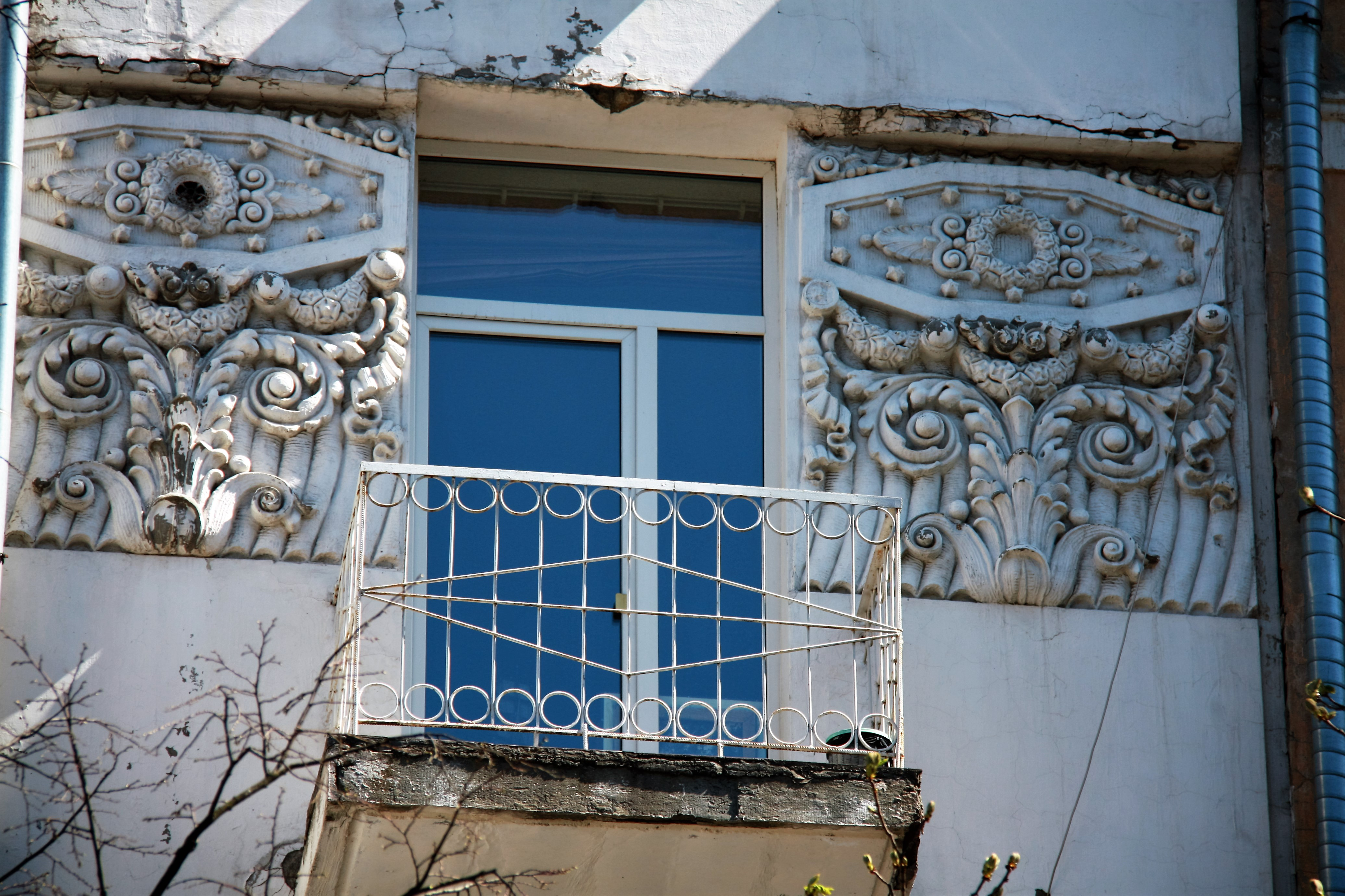
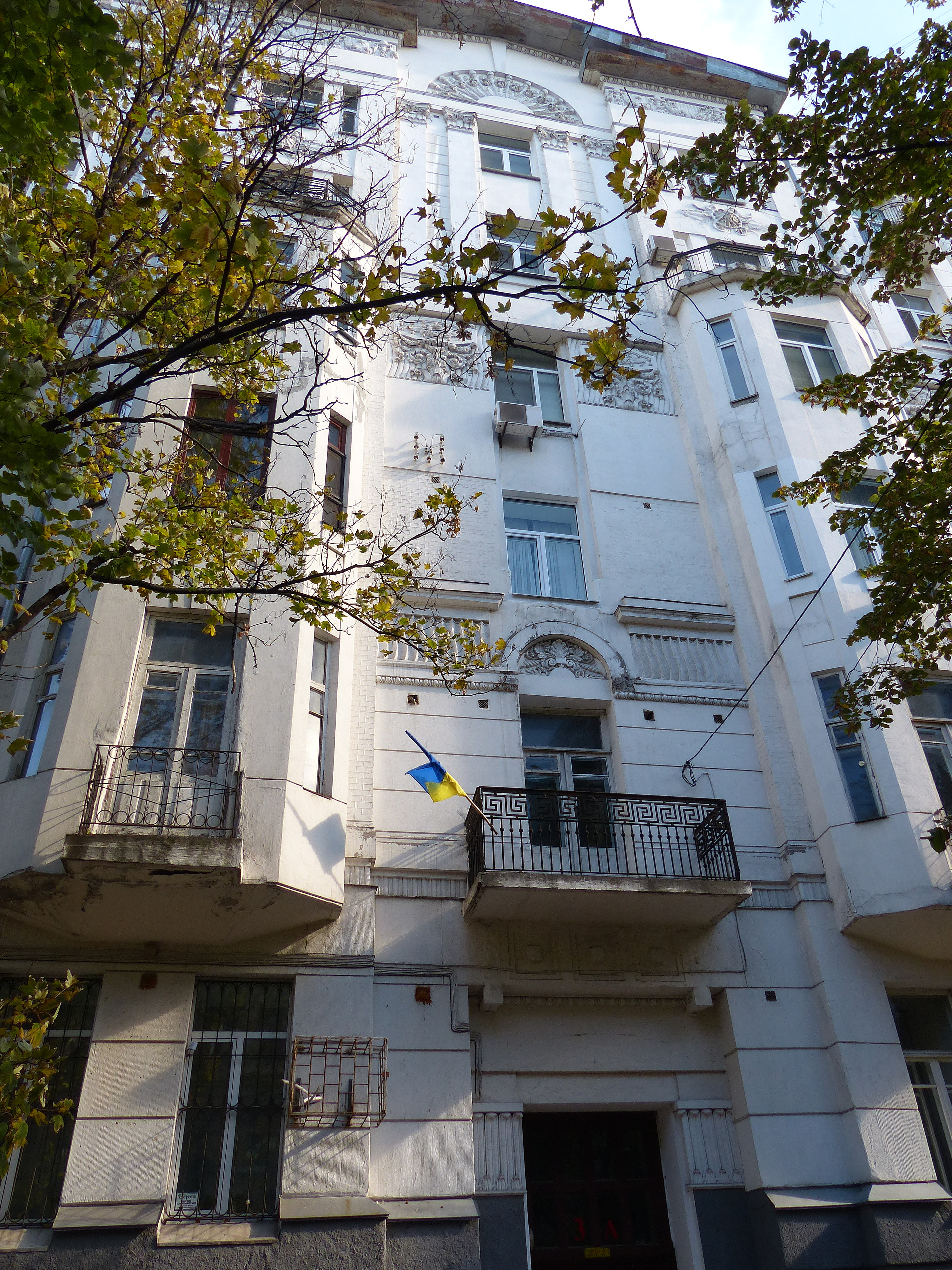